# Darling (2007, Ram Gopal Varma)
Darling (Hindi: डार्लिंग) (Tagline: A Killer Love Story...) ist ein indischer Thriller mit Fardeen Khan, Esha Deol und Isha Koppikar in den Hauptrollen.

## Handlung
Aditya hat eigentlich ein zufriedenes Leben. Er ist verheiratet mit Ashwini, hat ein Kind und ist beruflich sehr erfolgreich. Dennoch lässt er sich auf eine Affäre mit seiner Sekretärin Geeta ein. Doch Geeta will eine richtige Beziehung mit Aditya eingehen. Aber Aditya zögert und will seine Familie nicht im Stich lassen. 
Als Geeta gesteht, schwanger von ihm zu sein, kommt es zu einem Streit, der schnell aus der Kontrolle gerät und Geeta das Leben kostet. Nervös vergräbt Aditya ihre Leiche hinter dem Haus seines Kumpels und versucht sich nichts anmerken zu lassen.
Doch bald plagen ihn Visionen, denn Geetas Geist will sich an ihm rächen. Sie treibt ihn so weit, dass Aditya seiner Ehefrau sowohl die Affäre mit Geeta als auch ihren Tod und Rückkehr als Geist gesteht. Prompt verlässt sie ihn und gerät in einen schweren Unfall.
Im Krankenhaus besucht Aditya seine Frau. Auch Geeta erscheint und vergibt ihm. Im selben Moment erwacht Ashwini, jedoch mit Geetas Geist in ihrem Körper.

## Musik
| Song                          | Sänger                          |
| ----------------------------- | ------------------------------- |
| Tadap Tadap                   | Himesh Reshammiya & Tulsi Kumar |
| Aa Khushi Se Khudkushi        | Shaan & Sunidhi Chauhan         |
| Saathiya                      | Adnan Sami & Tulsi Kumar        |
| Hasaye Bhi                    | Shaan & Tulsi Kumar             |
| Akele Tanha Jiya Na Jaye      | Tulsi Kumar                     |
| Awaaz Koi                     | Priyadarshini                   |
| Aa Khushi Se Khudkushi(Remix) | Shaan & Sunidhi Chauhan         |
| Hasaye Bhi (Remix)            | Shaan & Tulsi Kumar             |
| Saathiya (Remix)              | Adnan Sami & Tulsi Kumar        |